# Jaume Ponsarnau
Jaume Ponsarnau (nacido en Tàrrega el 28 de abril de 1971) es un entrenador de baloncesto español que dirige al Bilbao Basket de la Liga Endesa.

## Trayectoria
Ponsarnau cuenta con una experiencia de más 300 partidos en Liga ACB repartidos en doce temporadas. En la temporada 2006-07, se hace cargo del primer equipo del Ricoh Manresa en la Liga LEB Oro, consiguiendo el ascenso a la Liga ACB al término de la temporada.
Más tarde, dirigiría al Ricoh Manresa durante 6 temporadas en la Liga ACB, poniendo fin a su etapa en 2013.  
En la temporada 2014-15, firma por el San Sebastián Gipuzkoa Basket Club de Liga ACB y en la temporada siguiente, sería cesado en diciembre de 2015.
Desde 2016 a 2018, sería entrenador asistente de Pedro Martínez en el Valencia Basket, donde lograría el título de la Liga Endesa. 
En 2018, es nombrado primer entrenador del Valencia Basket, club con el que lograría sus mayores logros hasta la fecha, al ganar el título de la Eurocup en la temporada 2018-19 y logró clasificar al equipo a las semifinales de la ACB durante sus tres temporadas como entrenador del conjunto taronja. Además, consiguió un balance positivo en Euroliga, quedándose a tan solo una victoria de alcanzar el Top 8 de la competición. 
En la temporada 2021-22, dirige al Casademont Zaragoza, entrenando al cuadro maño hasta la jornada 23 cuando fue despedido cuando el equipo ocupaba la 13.ª plaza de la Liga Endesa.
El 21 de junio de 2022, firma por el Bilbao Basket de la Liga Endesa, club con el que ganó la FIBA Europe Cup 24-25.

## Clubs
- 1993-2003: Entrenador del Club Natació Tàrrega
- 2003-2005: Entrenador del Júnior A del CB i UM
- 2005-2006: Ricoh Manresa. (Liga Endesa). Ayudante de Óscar Quintana.
- 2006-2007: Ricoh Manresa. (LEB Oro).
- 2007-2013: Ricoh Manresa. (Liga Endesa).
- 2014-2015: Gipuzkoa Basket. (Liga Endesa).
- 2015-2016: Gipuzkoa Basket. (Liga Endesa).
- 2016: Selección de España. Ayudante de Sergio Scariolo.
- 2016-2018: Valencia Basket. (Liga Endesa). Ayudante de Txus Vidorreta.
- 2018-2021: Valencia Basket. (Liga Endesa).
- 2021-2022: Casademont Zaragoza. (Liga Endesa).
- 2022-act: Surne Bilbao Basket. (Liga Endesa).

## Palmarés
- 1996-2002: Tres ascensos con el Senior Femenino A a 2ª Nacional (96-97), 1ª B (98-99) y a Liga Femenina 2 (01-02)
- 2000-2001: Ascenso con el Sènior Femenino B a 2ª Nacional
- Campeón Provincial con el Cadete Masculino. Club Natació Tàrrega (98-99)
- Campeón de Cataluña de 2ª Nacional con el Sènior Femenino A (98-99)
- Campeón de la Liga Endesa (2016-2017): Formó parte del cuerpo técnico del Valencia Basket que logró este título histórico.
- Campeón de Eurocup 2018-19 con Valencia Basket
- Campeón del EuroBasket (2015): Como asistente en la selección española, contribuyó al oro europeo.
- Medalla de bronce en los Juegos Olímpicos de Río (2016): También como asistente, participó en este logro olímpico con la selección española.
- Campeón de la FIBA Europe Cup (24/25): Ganó este título como entrenador de Surne Bilbao Basket.[1]